# Kruppe Uhde
Krupp Uhde est une société d'ingénierie allemande spécialisée en chimie industrielle. Elle est née de la fusion d'une division de Krupp et de Uhde GmbH en 1997.